# Blackgaze
Blackgaze er en fusionsgenre som kombinerer elementer fra henholdsvis black metal og shoegazing. Genren fusionerer ofte de barske instrumentaller og skrigende vokaler fra black metal med de melodiske elementer fra shoegazing.
Genren var især pioneret af den franske musiker Neige, som igennem flere projekter, dog mest kendt bandet Alcest, skabte den lyd som ville komme til at blive kendt som blackgaze. Alcest EP'en Le Secret fra 2005 er ofte blevet kaldet blackgazes fødsel. Genren har siden vokset markant, især som resultat af det mere melodiske aspekt, som giver den et bredere appel end traditionel black metal.
Flere grupper, især den amerikanske gruppe Deafheaven og tidligere nævnte Alcest, har fået succes med genren.